# Ugolino y sus hijos (Carpeaux)
Ugolino y sus hijos (en francés: Ugolin et ses fils), también conocida como Ugolino rodeado por sus cuatro hijos (Ugolin entouré de ses quatre enfants) o simplemente Ugolino, es una escultura de Jean-Baptiste Carpeaux realizada entre 1857 y 1861 en la Villa Médici de Roma. La obra, conocida por su gran detalle expresivo, impulsó la carrera de Carpeaux.

## Historia
Jean-Baptiste Carpeaux fue premiado con el Premio de Roma en 1854, por lo que fue enviado a la Villa Médici de Roma para ampliar estudios durante cinco años. En 1857 emprendió la realización de esta escultura, como parte del último envío de los tres obligatorios que tenía que mandar a París, como muestra de su aprendizaje en Italia. Esta obra no cumple con las normas de la Academia que prefería una o dos figuras únicas en lugar de un grupo y además de un héroe de la antigüedad. Carpeaux escogió un tema de la época medieval y realizó un grupo escultórico de cinco figuras, inspirándose en el canto XXXIII del «Infierno» de la Divina Comedia de Dante Alighieri. A pesar de la negativa de la Academia, el artista obtuvo una derogación por el interés que despierta el tema y sus dibujos.
El primer esbozo de terracota y yeso patinado fue realizado en 1860 (56 x 41 x 26 cm, Museo de Orsay), un yeso en 1861, un bronce en 1863. Una versión de mármol se completó en 1867 en París, bajo la supervisión de Carpeaux, para que el propietario de la cantera de mármol de Saint-Béat la exhibiera en la Exposición Universal de París de 1867, que posteriormente fue adquirida por el Museo Metropolitano de Arte de Nueva York. La versión en bronce estuvo expuesta durante un tiempo (1863-1904) en los Jardines de las Tullerías, frente a una réplica también de bronce del Laocoonte y sus hijos.

## Descripción
El grupo escultórico representa a Ugolino della Gherardesca, tirano de Pisa durante el siglo XIII, rodeado de sus cuatro hijos, conocidos por su castigo: está encerrado en una torre con sus hijos, condenados a morir de hambre por su rival, el arzobispo Ubaldini. Según la leyenda, Ugolino sucumbió después de haberse comido a sus hijos enfermos. Carpeaux trató de «expresar las pasiones más violentas y a la vez la ternura más delicada».
El verso de Dante expresa que Ugolino, habiendo sido el último en sobrevivir, se habría comido los cuerpos de los niños muertos cerca de él, diciendo: «Poscia, piú che 'l dolor, poté 'l digiuno» («Entonces el hambre fue aún más fuerte que el dolor» o «Y luego lo que el dolor no pudo, el hambre podría») lo que parece indicar que el hambre más que el dolor causó la muerte de Ugolino. El canibalismo de Ugolino no está atestiguado por los contemporáneos. Sin embargo, la académica Jacqueline Risset subraya la ambigüedad de este verso: «El hambre mata a Ugolino o, como dice una tradición tardía, hace que se coma a sus hijos. La ambigüedad se mantiene en el canto, como ha demostrado Borges, por la continuidad de las crueles alusiones al acto de comer».
La escultura de Ugolino demuestra una dramática representación del personaje de Dante, con gran dolor en la expresión de la cara, con las manos comprimidas y el modelado nervioso de todo el cuerpo, destacando la influencia de las obras de Laocoonte y sus hijos del período helenístico griego y de la pintura La balsa de la Medusa, de Géricault, así como la anatomía empleada por Miguel Ángel.
La obra es emblemática por representar los estados físicos y emocionales elevados del estilo romántico. Ugolino mira a lo lejos y su postura ignora a los cuatro niños que se aferran a su cuerpo como si no supiera que estaban allí: el más pequeño está acurrucado a sus pies y posiblemente muerto. Es igualmente destacable el hecho de que el cuerpo de Ugolino se mantiene musculoso, a pesar de que está muriéndose de inanición.

## Recepción
El lanzamiento inicial del modelo de yeso creó una «sensación pública». Ugolino y sus hijos se apartó de la tradición de la Academia francesa con «audacia y vigor» y el «espíritu y la técnica magistral dignos de Miguel Ángel». La escultura y Carpeaux se consideraban descendientes de la tradición del escultor romántico francés de la década de 1830 asociada con François Rude y Auguste Préault. Carpeaux admiraba las obras de Rude, quien una vez fue su mentor. Ugolino y sus hijos lanzó la carrera de Carpeaux y lo llevó a su encargo para la fachada del teatro de la Ópera Garnier: La Danza, una de sus obras más conocidas.

## Legado
El artista surrealista Max Ernst usó un grabado en madera de Ugolino, presumiblemente del catálogo de la Exposición Internacional, en su novela gráfica de 1929 La femme 100 têtes. Su collage conserva el terror del rostro de Ugolino, pero lo yuxtapone a los instrumentos musicales.

## Galería

Versiones de la obra
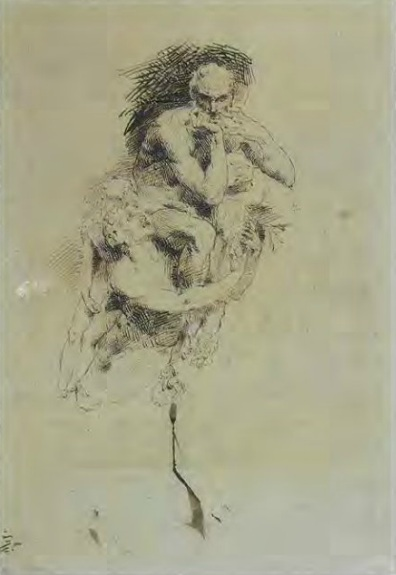
Ugolino y sus hijos (1797-1798), boceto, Museo del Louvre, París.
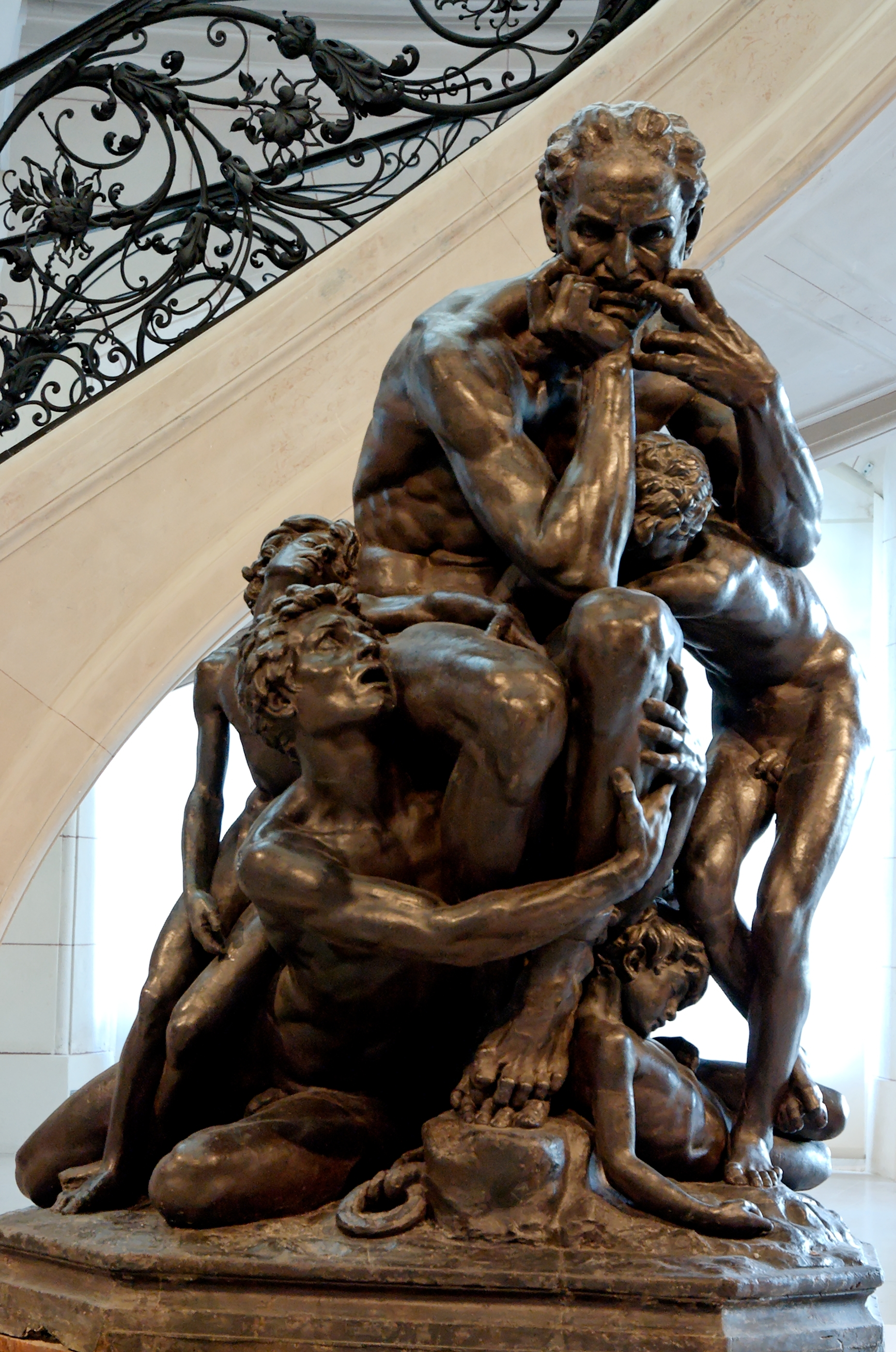
Ugolino rodeado de sus cuatro hijos (1861), yeso, Petit Palais París.
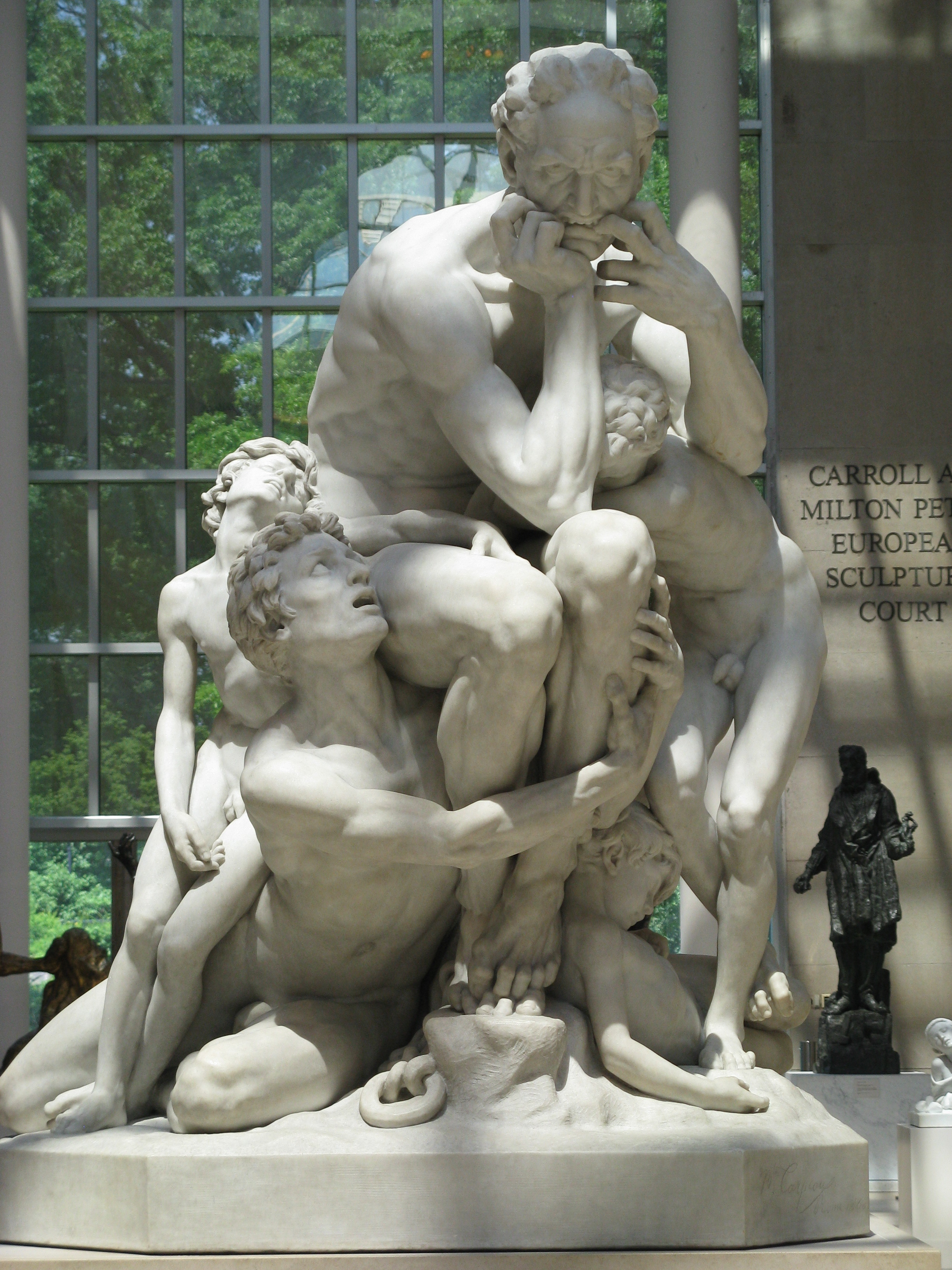
Ugolino rodeado de sus cuatro hijos, (1867), mármol, Metropolitan Museum of Art, Nueva York.
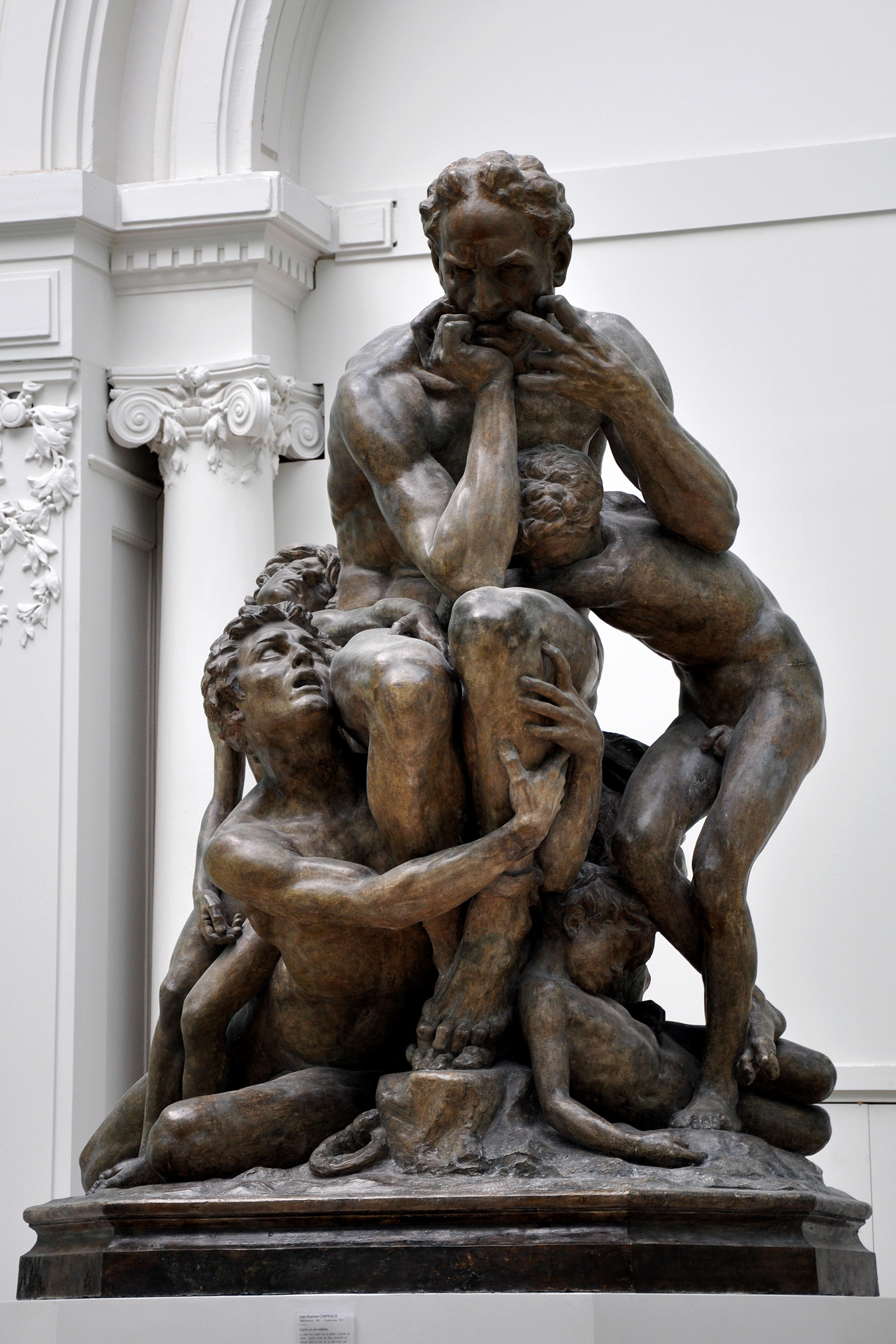
Ugolino rodeado de sus cuatro hijos (1857-1861), yeso, Museo de Bellas Artes de Valenciennes, Valenciennes.
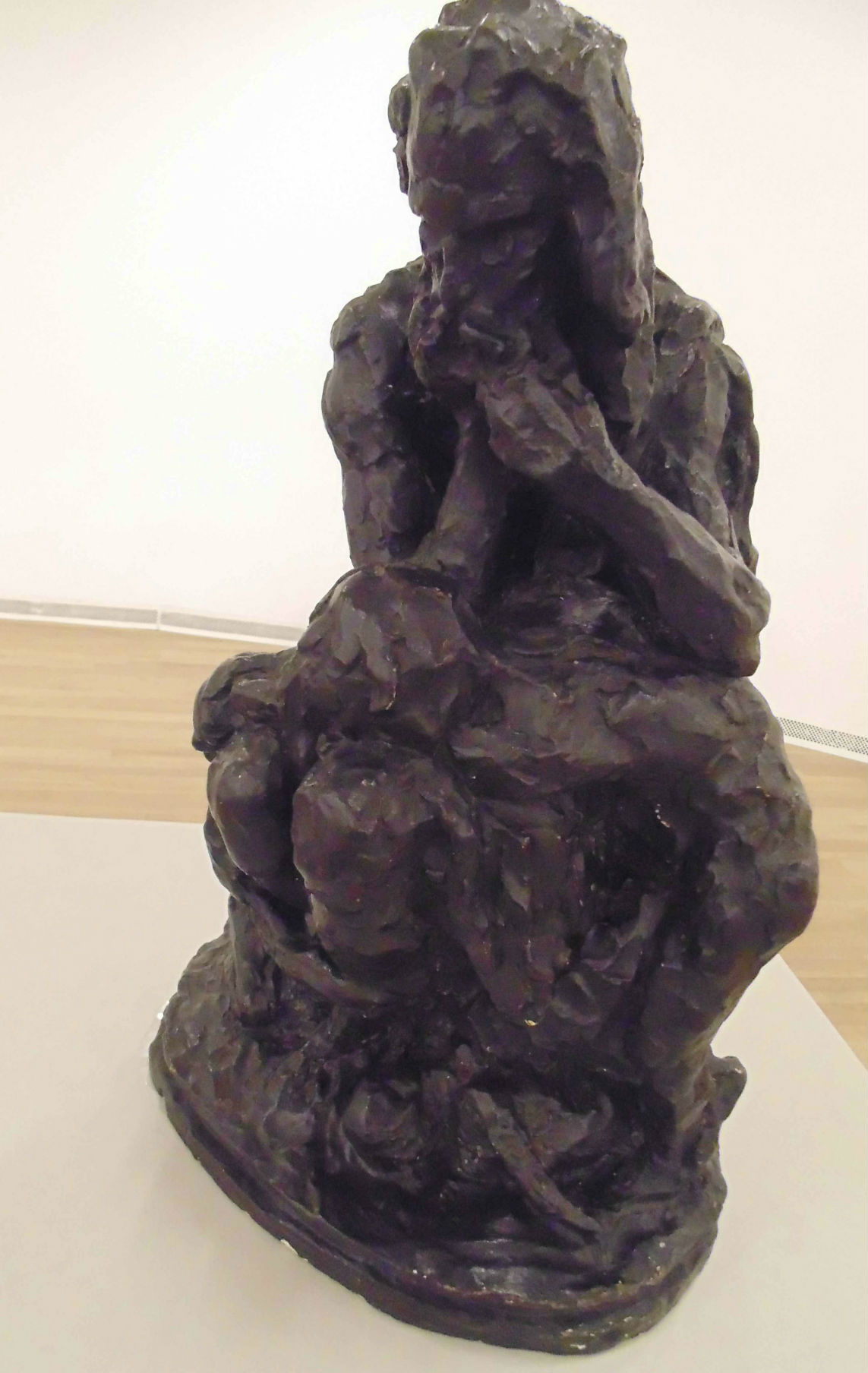
Ugolino rodeado de sus cuatro hijos (1863), yeso, Museo Soumaya, México D.F.